# Saussignac
Saussignac är en kommun i departementet Dordogne i regionen Nouvelle-Aquitaine i sydvästra Frankrike. Kommunen ligger i kantonen Sigoulès som tillhör arrondissementet Bergerac. År 2022 hade Saussignac 412 invånare.

## Befolkningsutveckling
Antalet invånare i kommunen Saussignac
Referens:INSEE